# Xanthosia ternifolia
Xanthosia ternifolia är en flockblommig växtart som först beskrevs av Michel Gandoger, och fick sitt nu gällande namn av J.M.Hart och Henwood. Xanthosia ternifolia ingår i släktet Xanthosia och familjen flockblommiga växter. Inga underarter finns listade i Catalogue of Life.